# Sabueso bávaro de montaña
El Sabueso bávaro de montaña ("Bayerischer Gebirgsschweißhund") es una raza de perro de Baviera. Se trata de un sabueso utilizado en Alemania desde la Edad Media para rastrear animales heridos. Es un cruce entre el Sabueso de Baviera y el Sabueso de Hannover.

## Cuidados
No es una raza para la ciudad ya que necesita permanentemente una buena cantidad de espacio y ejercicio así como un cepillado con regularidad. Tampoco son perros para el cazador eventual, la mayor parte de estos ejemplares son propiedad de guardas forestales y de cotos de caza.